# جامع العيدروس

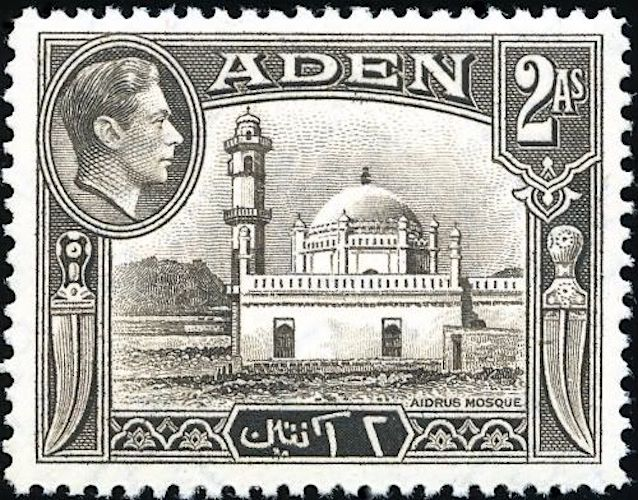
مسجد العيدروس على طابع بريدي 1938 م

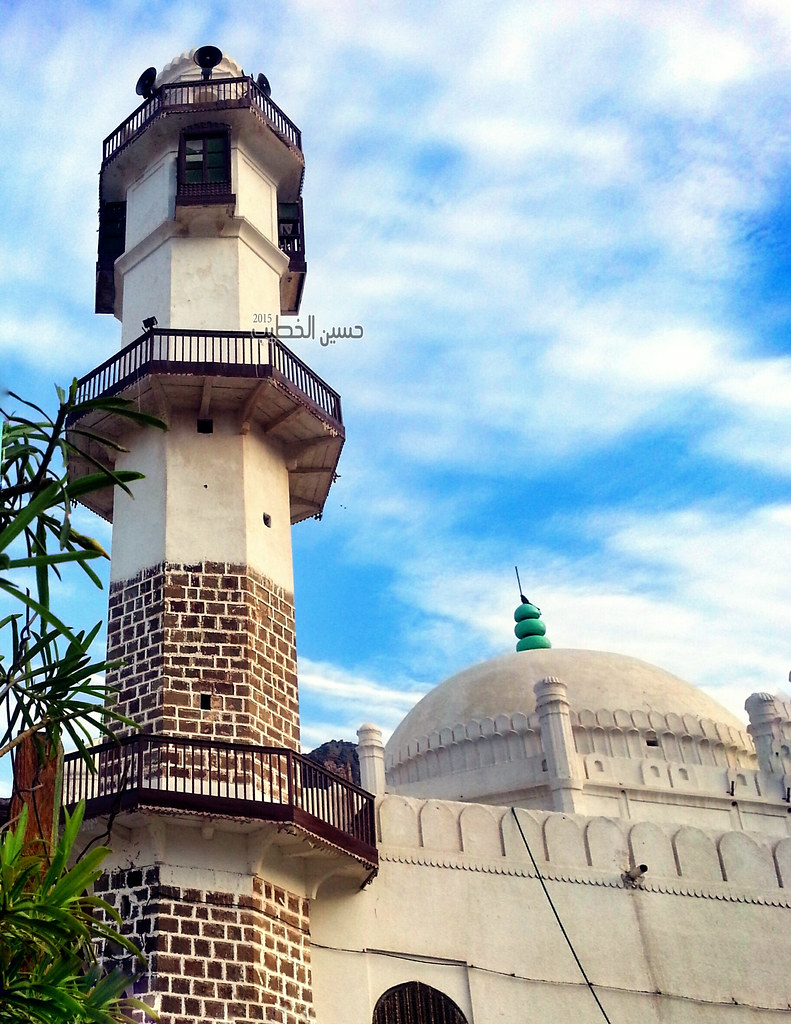
صورة تجمع منارة مسجد العيدروس ومبناه

جامع العيدروس أو جامع أبو بكر العيدروس (890 هـ): يعدّ من أقدم وأبرز المساجد التاريخية والإسلامية في مدينة عدن. يقع في شارع العيدروس في منطقة كريتر بمدينة عدن. وهو أحد المساجد الرئيسية في المدينة. سُمي باسم من أشرف على بنائه أبو بكر بن عبد الله العيدروس بعد وصوله عدن، وقبره موجود إلى الشمال من المسجد. ووردت صورة المسجد على بعض الطوابع البريدية لعدن قديماً.

## تأسيسه
ينسب هذا المسجد إلى بانيه الإمام أبو بكر بن عبد الله العيدروس بن أبي بكر بن عبد الرحمن السقاف، ويصل نسبه إلى الحسين بن علي بن أبي طالب. وأول من لقب بـ«العيدروس» هو والده السيد عبد الله بن أبي بكر.
عندما قدم الإمام العيدروس إلى عدن واستقر فيها كان أول عمل يقوم به هو بناء المسجد وجعله مكاناً للتدريس ومناقشة العلم ومدارسته، وحل مشاكل المواطنين، كما كان يقوم بجمع التبرعات وشراء بها الملابس وذبح الأغنام وتوزيعها على الفقراء والمساكين. واشتهر بعلمه الواسع بين الناس، فأصبح له الكثير من التلاميذ والمريدين، وذاع صيته ليس في عدن وحسب وإنما خارجها أيضاً.

## تاريخه

### التأسيس
بُني المسجد في عام 890 هـ/ 1485 م، وكان المبنى في بداية الأمر عبارة عن مسجد صغير بُني على الطراز المعماري الإسلامي القديم. وقد توالت عليه أعمال التجديد والإصلاح لما للإمام العيدروس من مكانة عظيمة في عدن.

### التجديد الأول
وجاء التجديد الأول للمسجد خلال عهد العثمانيين في عام 976 هـ/ 1568 م. بعد ما يزيد على ستين عاماً على رحيل العيدروس.

### التجديد الثاني (البناء الحالي)
أما التجديد والبناء الحالي يعود تاريخه إلى عام 1274 هـ/ 1895 م. وذلك وفقاً لما ورد في نص التأسيس على لوح خشبي موجود بالمدخل الرئيسي المؤدي للقبة والمسجد.
وفي عام 1430 هـ/ 2009 م، تمت أعمال صيانة وترميمات شاملة للمسجد. بالإضافة إلى تجهيزات كبيرة احتوت أعمال زينة حديثة، وذلك بتركيب النجف الضخمة والسجاد الفاخر وغيرها من أعمال التجديد التي أضيفت على المسجد.

## عمارته
يعدّ من المساجد اليمنية ذات الأروقة كثيرة الأعمدة وليس لها صحن (فناء) أوسط، والتي انتشرت في بعض مساجد اليمن، ومنها مسجد الأشاعر بزبيد، ومسجد المدرسة الشمسية بذمار. وتمتاز الزخارف التي تزين مسجد وقبة العيدروس بتنوعها من حيث الأساليب التطبيقية، فإلى جانب استخدام طريقة فريسكو التي نفذت بالألوان الأحمر والأزرق والأصفر في تزيين قبة المدخل البارز وقبة العيدروس من الداخل، يلاحظ روعة زخارف الأخشاب التي استخدمت في الأبواب والنوافذ والتوابيت الخشبية التي بداخل القبة أو في الدهليز الذي يحيط بها من الشرق والشمال والغرب، وقد نفذت هذه الزخارف الكتابية والنباتية والهندسية على الأخشاب بالحفر والتخريم، ويقال إن هذه الأخشاب نقلت خصيصاً من الهند إلى عدن لاستخدامها في مسجد وقبة العيدروس.

### المدخل الرئيسي
عبارة عن مدخل بارز مغطى بقبة، ويُصعد إليها عن طريق درجات سُلَّم، ويزين القبة التي تعلو المدخل زخارف ومنمنمات نباتية وهندسية مرسومة باللون المائي على طبقة من الجص الجيري بطريقة فريسكو، ويواجه المدخل عقد مفصص أخّاذ يشبه تلك العقود المنتشرة في جوامع المغرب العربي.

### القبة
أما قبة المسجد فهي قبة كبيرة تغطي حجرة مربعة تحتوي بداخلها على توابيت خشبية هي قبور وأضرحة للإمام العيدروس وأفراد من أسرته وبعض أقربائه، ويزين القبة عُقد مدبب يحيد بها، كما أن القبة من الداخل بها زخارف ونقوش بالألوان المائية قوامها أغصان وأوراق نباتية وزهور، منها زهرة القرنفل، وهي من الزهور الشائعة في الزخرفة العثمانية، وتوجد أربع نوافذ لغرض تحسين الإضاءة والتهوية، ويوجد أيضاً أربعة أبواب خشبية موزعة على جدران الغرفة الأربعة مزينة بزخارف ونقوش محفورة عليها.

### المنارة
يوجد للمسجد منارة عالية ملاصقة للجدار الشمالي للقبة في الركن الشرقي، مبنية من حجر الجبس الأسود وتتكون من بدن مثمن الشكل والأضلاع به ثلاث دورات خشبية تنتهي في الأعلى بقبة صغيرة مضلعة، ويلاحظ قلة الفتحات في جسم المنارة، غير أنه قبل الدورة الثالثة توجد أربع مشربيات خشبية بارزة عن بدن المنارة تستخدم للأذان، ويوحي طراز هذه المنارة بالتأثيرات الفنية في أساليب بناء المنارات السائدة في شرق العالم الإسلامي (إيران والهند) نظراً لموقع عدن الجغرافي وصلاتها مع الهند خلال العصور الإسلامية.

## زيارة العيدروس
تعد زيارة الإمام العيدروس من أبرز المناسبات الدينية التي يحتفل بها أهالي عدن، حيث يستعدون للاحتفال بها قبل فترة من حلولها، فيقومون بتزيين المسجد بالأعلام والأنوار والزينات. وتقام هذه الزيارة الدينية في 13 ربيع الآخر من كل عام هجري، في ذكرى دخوله إلى عدن في عام 889 هـ. وخلال فترة الزيارة تزدحم المدينة بالزوار الذين يأتون إليها بأعداد كبيرة من كافة أنحاء اليمن. ويتخلل هذه الزيارة التي تستمر أسبوعاً كاملاً العديد من الأنشطة الدينية، كالتعريف بالإمام العيدروس وذكر مناقبه والتغيرات التي حصلت بدخوله إلى هذا الواقع حتى صار رمزاً يُحتفى به في هذه البلدة، بالإضافة إلى تقديم البحوث من قبل الطلاب الخريجين ممن انتسبوا إلى رباط العيدروس وجمعوا بين العلم الأكاديمي والشرعي، وكذا إلقاء المحاضرات الدينية والتوعية. وتختتم الزيارة صباح الجمعة بمسيرة الموكب العام الذي ينطلق من أمام منزل منصب عدن الحبيب مصطفى بن زين العيدروس إلى ضريح الإمام بالمسجد وزيارته.
ولهذه الزيارة والاحتفال بها قصة يرويها أحد فقهاء عدن فيقول: إن الزيارة بدأت كمناسبة منذ دخول الإمام أبو بكر بن عبد الله العيدروس إلى عدن في 13 ربيع الآخر 889 هـ قادماً من تعز بعد أن أدى فريضة الحج، وقبل دخوله إلى عدن كان قد توفي في تعز الإمام عمر بن عبد الرحمن فأرسل إليه أهالي عدن وعلمائها برسالة يخبرونه فيها بقدومهم إليه ليعزونه ولكنه أخبرهم بأنه قادم إليهم، فخرج الأهالي والعلماء والأعيان من عدن يستقبلونه إلى أطراف محافظة لحج في موكب مهيب، وكان على رأسهم عامر بن عبد الوهاب أحد كبار سلطنة الطاهريين في عدن، وتوطن بعدها في عدن وأسس هذا المسجد، ولم يبدأ الاحتفال به إلاّ بعد وفاته واستمر ذلك حتى الآن.
ويذكر المؤرخون أن مناسبة الزيارة السنوية كانت تعقد خلال حياة الإمام العيدروس بعدن، حيث كان يعيد هذه الذكرى، ويجري فيها من العادات الحسنة ما يعود بالنفع على المحتاجين والفقراء، ومنها عادة الكسوة، فقد كان يحمل في الموكب أحمال من الكساء والملابس، ثم يوزعها على الفقراء والمحتاجين، وقد أبدلها المتأخرون بحمل الكسوة المعروفة الآن من الألبسة التي تُكسى بها القبور.

## وصلات خارجية
- مأرب برس - رئيس جامعة عدن يزور مسجد العيدروس ويؤكد على أهمية التعاون بين الدراسات الإسلامية والمسجد.
- المشهد اليمني - الطرق الصوفية بعدن تُحيي عيدها السنوي بالتبرك بزيارة مسجد العيدروس وقبر الإمام الفقيه.